# Katie McLaughlin
Katie McLaughlin (Dana Point, 9 de julho de 1997) é uma nadadora estadunidense, medalhista olímpica.

## Carreira
Formada pela Universidade da Califórnia em Berkeley, McLaughlin conquistou a medalha de prata nos Jogos Olímpicos de Verão de 2020 em Tóquio na prova de revezamento 4×200 m livre feminino, ao lado de Allison Schmitt, Paige Madden, Brooke Forde e Bella Sims, com a marca de 7:40.73.